# Jurinea grossheimii
Jurinea grossheimii là một loài thực vật có hoa trong họ Cúc. Loài này được Sosn. mô tả khoa học đầu tiên năm 1930.